# آلباتروس ال۷۴
آلباتروس ال۷۴ (به انگلیسی: Albatros_L_74) یک هواگرد از نوع هواپیمای آموزشی ساخت شرکت Albatros در آلمان است. هواگرد آلباتروس ال۷۴ نخستین پروازش را در ۱۹۲۸ میلادی انجام داد. در مجموع، تعداد ۲ فروند از این هواگرد ساخته شده‌است.